# Famille de Solignac
La famille de Solignac, en latin De Solemnico, est une très ancienne famille noble du Velay, éteinte en 1557. Selon le nobiliaire du Velay, ils sont barons de Solignac sur Loire, de Servissas, de Goudet, seigneurs de Beaufort (avant 1200), du Béage, d’Auteyrac, de Bargettes, barons de la Roue, de Dunières et des États du Velay, d’Aurec, seigneurs d’Oriol, du Chambon, de la Chapelle d’Aurec, de la Fare, de la Marade, de Montpeloux, de Montarchier, d’Usson, de Saint-Anthème, de Blassac près Sainte-Sigolène, de Romiguières, de Saint-Agrève.

## Histoire

### Origines
Il existe avant le XIe siècle des seigneurs de Solignac, sans que leur filiation avec la famille de Solignac  que l'on trouve au XIIIe siècle soit établie.
Ces Solignac sont apparentés aux sires de Mercœur en Auvergne dont les premiers représentants sont dits neveux de Saint Odilon. En souvenir de cette illustre parenté, plusieurs membres de cette maison portèrent le nom de Béraud et furent même surnommés Mercœur. D’autres liens existaient aussi entre les Solignac, les premiers seigneurs de Bouzols et les de Goudet.
- Robert de Solignac vivait en 1033.
- Guillaume II, Abbé du Monastier Saint Chaffre après 1036, est dit de la race des seigneurs de Solignac et neveu de Saint Odilon, comme étant fils de sa sœur ; il est cité en 1025, parmi les neveux du célèbre fondateur de l’église de la Voulte.
- Beraud de Solignac s’en alla en Terre-Sainte avant 1190.
- Pierre de Solignac, évêque du Puy de 1159 à 1189, est appelé Petrus de Solemniaco dans le cartulaire de Chamalières (no 70-72-75 et 76), ce qui tranche la question de son origine. Il est resté célèbre par ses démêlés avec les vicomtes de Polignac. Après avoir pacifié le Velay, il se retira, en 1189, au monastère de Citeaux, ou il mourut et fut inhumé le 30.8.1191.
- Beraud II, baron de Solignac en 1195, abandonna le fief de Meyras au sire de Montlaur, époux de Miracle de Solignac.
- Beraud III de Solignac, transige en 1234 avec Bernard de Rochefort, évêque du Puy.
- Beraud IV de Solignac fit un legs en 1261 aux prêtres de l’église de Saint Vincent.
- Gilbert de Solignac, baron de Solignac et de Saint-Agrève, fut fait chevalier en 1294. Il épousa Sibylle de la Roue héritière d’une grande maison d’Auvergne.

La famille de Solignac tire son nom de la terre Solignac-sur-Loire près du Puy-en-Velay, où Robert de Solignac possédait un château fort en 1033.
Jean Antoine de La Tour de Varan écrit en 1854 dans Études historiques sur le Forez: 
« On remarquera au commencement de cette généalogie une certaine obscurité qui s éclaircit bien vite pour arriver à la maison de Solignac qui a été puissante en Velay et qui a possédé en fief la ville de Saint-Agrève. Nous avons de fortes raisons pour croire que cette maison de Solignac est la même que celle que d'anciens titres sur Aurec, Oriol, Varan, La Fayette et autres lieux de ce canton des bords de la Loire nomment du nom latin barbare de Solomniaco de Solemniaco. ».
La première mention qui est faite des seigneurs de Solignac dans l'histoire du Velay date de l'année 1293, époque à laquelle Gilbert de Solignac assiste comme témoin dans la cathédrale du Puy au serment d'hommage prêté par des gentilshommes du comté de Bigorre à Jeanne de Navarre, femme de Philippe le Bel .
En 1294, Il se trouve du nombre des nobles qui, n'étant encore que damoiseaux, reçurent du même souverain l'ordre de prendre la ceinture militaire pour servir sous la bannière de Robert, duc de Bourgogne, que le roi avait appelé à la défense de ses domaines sur le Rhône.
La maison de Solignac jouit alors d'une grande considération dans le Velay.
En 1313 la seigneurie de Solignac appartient à Bernard de Solignac qui fut compris la même année parmi ceux qui devaient par le commandement du roi donner leur avis sur la réunion à la sénéchaussée de Lyon qu'il venait d'ériger, des sénéchaussées de Mâcon et de Beaucaire.
Le rang que tiennent alors en Velay les sires de Solignac fait présumer que leur château avait été fortifié dès le commencement du XIVe siècle. En 1362 le seigneur de la Roue tente vainement d'enlever cette forteresse par escalade dans une guerre qui s'était élevée à propos de la succession de Lieutaud, baron de Solignac, mort en 1357 et qui avait été élu en 1344 premier consul du Puy.
La famille de Solignac forma deux branches :
- Branche de Solignac-La Roue (branche aînée) :

Cette branche est issue de Gilbert de Solignac, seigneur d'Agrève, qui épouse vers 1290 Sybille, dame de La Roue. Leurs descendants relèvent les nom et armes de la maison la Roue et s'éteignent en 1557,.
- Branche de Solignac d'Ubas (branche cadette) :

Cette branche finit avec  Raymond de Solignac (1215-?), seigneur des Ubas, dont la fille Cécile de Solignac (1254-1306), épouse en 1296 Eustache d'Agrain (1254-1296) .

## Armes
Les armes de la famille se blasonnent ainsi : d’argent, au chef de gueules.

## Alliances
- Branche aînée : de la Roue, de Monteil, de Polignac, de Saint-Trivier, de Châteauneuf, de Quélus, d'Usson, de Langeac, de Chalençon, de Tournon, de Chauvigny de Blot, d'Hostun, d'Hérail de Pierrefort[3].
- Branche cadette : d'Agrain[6].